# Pedro Ruiz (artista)
Pedro Ruiz (Bogotá, 23 de enero de 1957) es un artista plástico colombiano, cuya trayectoria se remonta en la década de 1980, cuando luego de haber estudiado arte en París y trabajando por un tiempo en el mundo de la publicidad, pues decide dedicarse por entero al arte.

## Trayectoria
Estudio en la Escuela de Bellas Artes de Paris y comienza a trabajar en la pintura y en el taller de Stanley William Hayter, Atelier 17 e investiga las técnicas del grabado. 
En 1999 organiza "La Biblioteca Natural” con la participación de más de 50 artistas intelectuales y científicos del país invitados a confrontar entre sí sus conocimientos y sus oficios dentro de un recinto especialmente diseñado para el evento. Esta experiencia le permite conformar el grupo “Nadieopina" en el año 2000. Este grupo de artistas abierto a la participación se realiza múltiples proyectos artísticos de carácter experimental. En el 2002, el grupo gana la convocatoria “Exposiciones en la Galería Santa Fe" con el proyecto “Lugar de residencia" realizado en colaboración con el grupo brasileño "Clube Da Lata".
Sus trabajos "Desplazamientos" y "Love is in the Air" buscan, durante un proceso de múltiples exposiciones y transformar su carácter individual y convertirse en las instalaciones y eventos interactivos que aborden de manera más amplia y de problemas como el narcotráfico y el desplazamiento forzado en Colombia.
Desde el año 2009 inicia la realización de la muestra “ORO - Espíritu y Naturaleza de un Territorio” que es su proyecto más reciente, en donde le aporta a una mirada insólita sobre la cotidianidad de un país en conflicto. Un trabajo compuesto por más de 30 obras de pequeño formato, en donde los aspectos de la vida cotidiana en Colombia se ven representados en forma de iconos que los dignifican. La muestra ha sido realizada, a nivel nacional en Cartagena, Bogotá, Popayán, Manizales, Pereira y Santa Marta y en el extranjero ha viajado a las ciudades de Oaxaca, Madrid, Roma, Tokio y Yakarta. En la actualidad se encuentra en Brasil en donde será expuesta la obra en Brasilia, Sao Paulo y Río de Janeiro.

### Reconocimientos más destacados
- Nombrado Embajador de Buena Voluntad UNICEF, Bogotá, Diciembre 2016
- Recibe el título de Caballero en la Orden de las Artes y las Letras de La República  Francesa, 2010
- Mención de Honor Salón Nacional de Artistas de Colombia, 1988

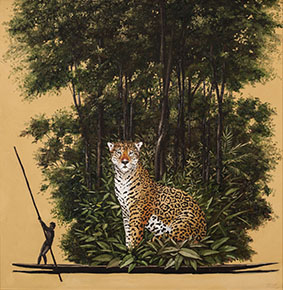
Gran Tigre Mariposa, 2012
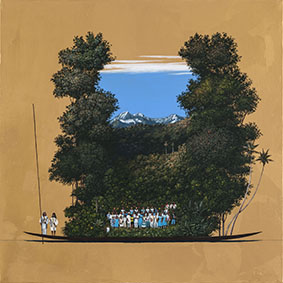
Allá en Dibulla, 2015
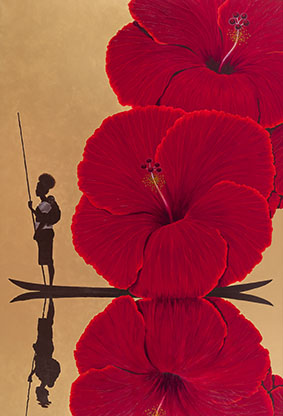
Bonches Rojos, 2017
Pacifico Colombiano, 2018
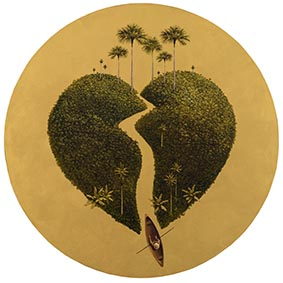
Abre Tu Corazón, 2018
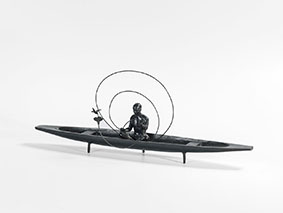
Meditación, 2014
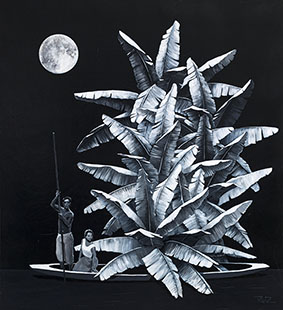
Desplazamiento No.208, 2019
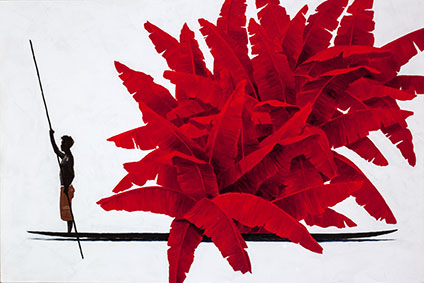
Desplazamiento No.183, 2016
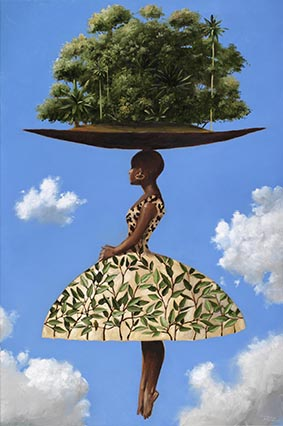
Colombiana Ligera No.1, 2011
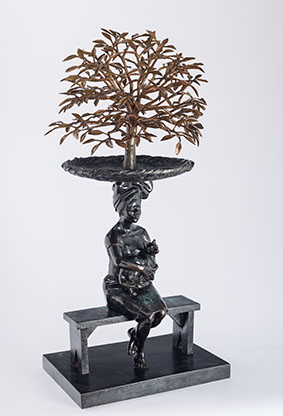
Amor Correspondido, 2018
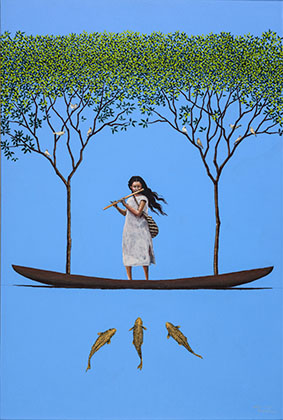
Armonía No.2, 2018
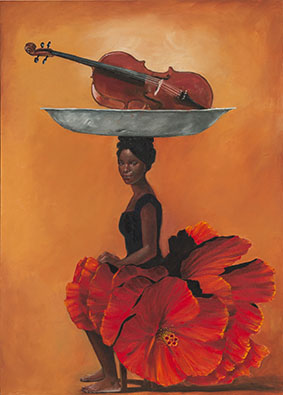
Chela, 2018
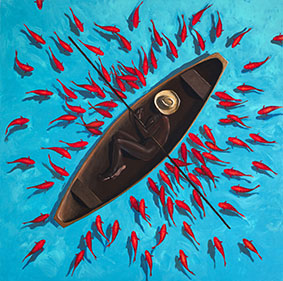
Camouflage No.2, 2016

## Exposiciones

### Exposiciones individuales
- 2019  Manifiesta, Galería Beatriz Esguerra Art, Bogotá, Colombia, abril de 2019
- 2019  Manifiesta, Parque de la 93, Bogotá, Colombia, septiembre de 2019

- 2019  Salva tu selva, Leticia, Amazonas, Colombia, septiembre de 2019
- 2018  Museo de Arte Moderno, Cartagena, Colombia, diciembre 2018 a enero de 2019

- 2018  Oro, Museo de Arte Contemporáneo de la Boca MACO, Buenos Aires, Argentina, octubre de 2018
- 2018  Oro, MAPI - Museo de Arte Precolombino e Indígena. Montenivideo, Uruguay, septiembre de 2018
- 2018  Oro, Centro de las Artes - Conarte - Consejo para la Cultura y las Artes de Nuevo León, Monterrey, México, julio - agosto de 2018

- 2018  Oro, Museo de Arte de Tlaxcala, México, junio de 2018
- 2018  Oro, Museo Regional de Cholula, Puebla, México, marzo - abril de 2018

- 2017  Oro, Festival Internacional de Cine de Amiens, Francia, noviembre de 2017 a enero de 2018

- 2017  Libro Abierto, Galeria Lamazone, Bogotá, Colombia
- 2017  Oro, Centro Cultural las Condes - Santiago de Chile, octubre de 2017
- 2017  Oro, Casa de Colombia en México, Ciudad de México, julio - agosto de 2017
- 2016  Oro, Palacio de Nariño, Bogotá, Colombia, diciembre 2016 a junio de 2018
- 2016  Oro, Museo de Arte de Caldas, Manizales, Colombia, diciembre de 2016 a enero de 2017
- 2016  Oro, Maddox Gallery, Londres, Inglaterra, octubre de 2016
- 2016  Oro, Museo dos Correios - Rio de Janeiro, Brasil, agosto - septiembre de 2016
- 2016  Oro, Memorial de América Latina - Sao Paulo, Brasil, marzo - mayo de 2016
- 2015  Oro,  Museo dos Correios - Brasilia, Brasil, diciembre de 2015 a marzo de 2016

- 2014  Miami Art Fair Context, Miami, Estados Unidos

- 2014  Nada que ver, Lamazone Arts, Bogotá, Colombia, octubre de 2014

- 2014  Love is in the Air, Cero Galería, Bogotá, Colombia, octubre de 2014

- 2014  Bronces, Embajada de Francia, Bogotá, Colombia, mayo de 2014

- 2014  Oro, National Gallery, Yakarta, Indonesia, marzo de 2014

- 2013  Oro, Galería Mc Forest, Tokio, Japón, diciembre de 2013

- 2013  Oro, Museo Histórico de Cartagena, Colombia, abril de 2013

- 2013  Oro, Natural, Museo de Arte de Pereira, Colombia, abril de 2013

- 2012  Oro, Real Academia Española, Roma, Italia, diciembre de 2012 - enero de 2013

- 2012  Oro, Alianza Francesa, Bogotá, Colombia, mayo de 2012

- 2012  Oro, Festival de Música Religiosa, Popayán, Colombia abril de 2012

- 2011  Oro, Museo Bolivariano de Arte Contemporáneo, Santa Marta, Colombia

- 2011  Love is in the Air, Museo de Arte Visuales de la Universidad Jorge Tadeo Lozano de Bogotá, Colombia

- 2010  Oro, Claustro de Santo Domingo, Cartagena, Colombia

- 2010  Oro, Centro Cultural Santo Domingo de Oaxaca, México

- 2010  Oro, Sala de Exposiciones del Ateneo de Madrid, España

- 2009  Oro, Museo de Arte Moderno, Pereira, Colombia

- 2009  Oro, Museo de Arte Moderno de Bogotá, Colombia

- 2008  Love is in the Air,The Americas Collection, Miami, Estados Unidos

- 2007  Love is in the Air, Museo de Arte Moderno, Bogotá, Colombia

- 2007  Love is in the Air, Casa Tres Patios, Medellín, Colombia

- 2006  Love is in the Air, Claustro de Santo Domingo, Cartagena, Colombia

- 2006  Love is in the Air, Galería Casas-Reigner, Bogotá, Colombia

- 2005  Desplazamientos, The Americas Collection, Miami, Estados Unidos

- 2004  Fotografías, Museo de Arte Moderno, Cartagena, Colombia

- 2004  Todo, Galería El Garaje, Bogotá, Colombia

- 2004  Fotografías, Museo de Arte Moderno de Bogotá, Colombia

- 2004  Fotografías, Casas-Reigner Gallery, Miami, Estados Unidos

- 2003  Desplazamientos, Galería Casas-Reigner, Bogotá, Colombia

- 2002  Hi8 Miami, Casas-Reigner Gallery, Miami, Estados Unidos

- 2001  Hi8 Bogotá, Galería Casas-Reigner, Bogotá, Colombia

- 2000  Pinturas, The Americas Collection, Miami, Estados Unidos

- 1999  Biblioteca Natural, Galería Casas-Reigner, Bogotá, Colombia

- 1998  Las Alas de la Memoria, Museo de Arte Moderno, Cartagena, Colombia

- 1998  Pinturas, The Americas Collection, Miami, Estados Unidos

- 1997  Blooming Days, Galería Casas-Reigner, Bogotá, Colombia

- 1993  Subversion, Martha Gutierrez Fine Arts, Miami, Estados Unidos

- 1991  Nuevos Mundos” Galería Gartner-Torres, Bogotá, Colombia

- 1990  Geografía Divergente Galería Elida Lara, Barranquilla

- 1989  Ciudades Perdidas Galería Gartner-Torres, Bogotá, Colombia

### Exposiciones colectivas
- 2019 Houston Art Fair, Houston, Estados Unidos
- 2019 Feria ArtBo, Corferias, Bogotá, Colombia
- 2019 Collage, Galería Casa Cano, Bogotá, Colombia
- 2018 Feria ArtBo, Corferias, Bogotá, Colombia
- 2018 Houston Art Fair, Houston, Estados Unidos
- 2018 Cada loco con su tema, Galería Casa Cano, Bogotá, Colombia, marzo de 2018
- 2017 Dibujando – ando,  Galería Casa Cano, Bogotá, Colombia, marzo de 2017
- 2017 Feria ArtBo, Corferias, Bogotá, Colombia
- 2016 Feria ArtBo, Corferias, Bogotá, Colombia
- 2015 Feria ArtBo, Corferias, Bogotá, Colombia
- 2015  Subasta Arte Latinoamericano, Christies New York, mayo de 2015

- 2015  Feria Dallas Art Fair, Estados Unidos
- 2014  Miami art Fair Context, Miami, Estados Unidos

- 2014  Feria ArtBo, Corferias, Bogotá, Colombia, octubre de 2014

- 2014  Subasta Arte Latinoamericano, Christies New York, Estados Unidos, mayo de 2014

- 2014  Delhi Art Fair, Nueva Delhi, India

- 2013  Subasta Arte Latinoamericano, Christies New York, Estados Unidos, noviembre de 2013

- 2013  Feria ArtBo, Corferias, Bogotá, Colombia, octubre de2013

- 2013  Subasta Arte Latinoamericano, Christies New York, Estados Unidos, mayo de 2013

- 2013  Feria Odeon, Bogotá, Colombia,

- 2013  Wynwood Art Fair, Miami, Estados Unidos, USA

- 2013  Del monumento al pensamiento, Museo Nacional de Colombia

- 2012  Feria ArtBo, Corferias, Bogotá, Colombia, octubre de 2012

- 2011  Feria ArtBo, Corferias Bogotá, Colombia, octubre de 2011

- 2010  Pinta Art Fair, New York, Estados Unidos

- 2010  Feria ArtBo, Corferias, Bogotá, Colombia, octubre 2010

- 2005  Cuerpos Pintados - OCA, Sao Pablo, Brasil

- 2005  La Medida del Dorado, Palacio Santa Croce, Roma, Italia

- 2003  Beca en Dólares, Galería La Rebeca

- 2002  El mundo al instante, Casas-Reigner Gallery, Miami, Estados Unidos

- 2002  Animalandia, Museo de Arte de la U. Nacional, Bogotá, Colombia

- 2001  Medidas Naturales, Proyecto del Instituto Goethe, Bogotá, Colombia

- 2001  Lugar de Residencia, Galería Santa Fe, Bogotá, Colombia

- 2000  El mundo al Instante, Portoalegre, Brasil

- 2000  SALE, Locales Comerciales, Bogotá, Colombia

- 2000  En Blanco, Academia Superior de Artes de Bogotá, Colombia

- 1999  Primeros Premios, Museo de Arte Moderno, Bogotá, Colombia

- 1998  Chicago, Art Fair, Estados Unidos

- 1998  Cuerpos Pintados, Proyecto Libro, Santiago de Chile

### Distinciones
- 2014  Nombrado Amigo de UNICEF, Bogotá, octubre 2014

- 2010  Caballero en la Orden de las Artes y las Letras de la República Francesa.

- 1988  Mención de Honor en el XXXII Salón Nacional de Artistas

### Colecciones
- Museo Nacional de Colombia
- UNASUR, Quito, Ecuador
- Museo de Arte Moderno de Bogotá
- Museo de Arte Moderno de Cartagena
- Museo de Arte Contemporáneo  - Minuto de Dios

## Publicaciones
- 2018 "Más allá de a Aurora y El Ganges"  con William Ospina, Cooperativa La Joplin. Madrid, España
- 2015 “Pedro Ruiz”, Ediciones El Viso, España
- 2011 “Pedro Ruiz” Villegas Editores, Seguros Bolívar, Bogotá, Colombia